# Jari Lipponen
Jari Matti Lipponen (Kemi, 17 de outubro de 1972) é um arqueiro finlandês, medalhista olímpico.

## Carreira
Jari Lipponen representou seu país nos Jogos Olímpicos em 1992 a 2000, ganhando a medalha de prata por equipes em 1992. 